# Ilja Vestermans
Ilja Vestermans   (Riga, 28 de setembre de 1915 - Florida, 2005) fou un futbolista letó de la dècada de 1930 d'origen jueu.
Fou 23 cops internacional amb la selecció de Letònia.
Pel que fa a clubs, defensà els colors de Maccabi Riga, Hakoah Riga, Hakoah Vienna, Maccabi Tel Aviv FC i Racing de París, entre d'altres.